# 1313: Haunted Frat
1313: Haunted Frat è un film del 2011 diretto da David DeCoteau. È il sesto film della serie 1313.

## Trama
Durante la primavera, la sede di una confraternita costruita sopra le rovine di un sanatorio andato distrutto in un incendio è visitata dal fantasma di una bellissima ragazza.